# Окањ бара (слатинско станиште)
Окањ бара, заједно са Сланим Коповом и Баром Русандом, представља једно од три најрепрезентативнија и најатрактивнија очувана слана језера смештена у палео - меандрима реке Тисе у средњем Банату. Заједно са воденим и мочварним стаништима и слатинама различите заслањености подлоге представља приоритетне типове станишта за заштиту у панонском биљногеографском региону.
Значај подручја Окањ баре је вишеструк, један од ретких очуваних панонских типова предела чији су слатински, ливадско - степски, мочварни и водени екосистеми од значаја за очување укупне биолошке разноврсности региона Баната, Војводине, Србије и Европе.
На овом подручју очуване су специфичне слатинске заједнице које се јављају на влажним песковима и исушеним слабо заслањеним барама и депресијама.

## Слатине
Слатине или слана земљишта су земљишта која се налазе под утицајем алкалних соли и у којима је натријум одлучујући фактор. Слатине су хидро-халогене творевине, и у њиховом стварању прва улога припада води и солима. Слатине су земљишта која су услед процеса засољавања и алкализације, односно расољавања и деалкализације, изменила више или мање своје првобитне особине.
За екологију и пољопривреду слатине су значајна група земљишта пошто се на њима развијају посебни еколошки типови биљака- халофите. Сходно чињеници да су то врсте које су прилагођене животним условима са високим концентрацијама соли у земљишту, оне представљају ретке и специфичне заједнице а самим тим је и животињска компонента која их прати специфична. Услед велике концентрације соли у земљишту, слатине представљају неповољну средину за узгајање пољопривредних култура.
Слатине, у широком смислу, представљају комплексну групу земљишта која се, и поред неких битних заједничких особина, међу собом у много чему разликују, тако да се може издвојити неколико њихових типова. Једна од главних особина слатина је њихов садржај у алкалним солима, мада у погледу врсте и концентрације тих соли постоје велике разлике.
На основу процеса који владају у њима, концентрације и карактера соли као и физичких особина, типичне слатине се могу поделити на три групе:
солончак — слана земљишта богата водорастворљивим солима. Могу се поделити на сланице (доминирају хлориди и сулфати), содњаче (доминира сода) и солитерњаче (доминирају нитрати).
солоњец — слана земљишта у којима су штетне соли у већој или мањој мери испране, док је адсорптивни комплекс засићен претежно На-јонима.
солођ — у њима је из адсорптивног комплекса истиснут и натријум, и то јонима водоника или неким другим.

## Положај
Слатинска станишта се налазе у оквиру Специјалног резервата природе „Окањ бара”. Резерват се налази између насеља Елемир и Нови Бечеј, на територији града Зрењанина и општине Нови Бечеј

## Биљни свет
На овом подручју очуване су специфичне слатинске заједнице класе Thero - Salicornietea које се јављају на влажним песковима (ass. Salsoletum sodae) и исушеним слабо заслањеним барама и депресијама (ass. Crypsidetum aculeatae). У оквиру класе Festuco puccinellietea која обухвата ливадско-степску вегетацију континенталних слатина јављају се потопљене јако слане ливаде реда Festuco - Puccinellietalia и ливадско-степска вегетација слабо заслањених земњишта реда Artemisio - Festucetalia. Специфичност простора одређена је и очуваном мочварном вегетацијом заслањених станишта реда Bolboschoenetalia maritimi.
Присуство панонских ендема (Limonium gmelini, Plantago schwarzenbergiana) и субендема (Puccinellia distans ssp. limosa, Roripa sylvestris ssp. kerneri), као и биљних врста које се налазе на јужној граници ареала, а типичне за ову изворну вегетацију представљају флористичке раритете, а неке су законом заштићене на националном и међународном нивоу:  и др.
- Бастардна перуника
- Камилица
- Слатински цвет
- Процепак
- Панонски звездан

## Животињски свет
Од ретких врста инсеката, Окањ настањују Acrida ungarica, панонски ендем, Theophilea subcylindricolis, нова врста у фауни Србије и Stylurus flavipes, међународно угрожена врста. Представник ретке и угрожене батрахофауне је обична чешњарка (Pelobates fuscus). Богатство фауне птица Окања се огледа у гнежђењу ретких врста чапљи у мешовитој колонији (Egretta alba, Egretta garzetta, Ardea purpurea, Platalea leucorodia), као и властелице (Himantopus himantopus), црвеноногог спрудника (Tringa totanus) и цврчића тршчара (Locustella naevia). На степским фрагментима, који су на вишим теренима око Окања обитава и неколико мањих колонија текуница (Citellus citellus). Ова врста је према нашем закону строго заштићена врста, глобално је угрожена и налази се на Светској црвеној листи.
- Текуница

## Фактори угрожавања слатинских станишта

##### Фрагментација
Површине под природном вегетацијом су изузетно мале, те се на њима не могу одвијати природни процеси и опстати стабилне популације. Обрађене површине у заштитној зони између природних фрагмената онемогућавају кретање ситних животиња и отежавају разношење семена и плодова. Тако су све више угрожене популације ретких врста, јер на малим просторима живе мале популације које поседују само део варијабилности генетског фонда врсте, па је и њихова отпорност смањена. Осим тога на малим површинама нема довољно простора за спонтане сукцесије што доводи до смањења диверзитета.

##### Маргинални утицај
Велика је додирна зона природне вегетације са обрађеним површинама и са линијама саобраћаја, што помаже продор инвазивних врста. С друге стране унутрашњи, неометани делови су мале површине или потпуно недостају, што је у супротности са потребама животињских врста за неометаним стаништем.

##### Антропогени утицаји
Данас су на овом природном добру све разноврсније делатности које директно или индиректно угрожавају опстанак природних реткости и укупне природне вредности подручја. Добар део природних екосистема човек је до данас, поступно уништавао у циљу добијања пољопривредних површина. Предео је нарушен првенствено због претварања слатинских станишта у њиве..

##### Деградација услед неадекватног коришћења
На првом месту се истиче претерана испаша а потом и неадекватно кошење ливада
- Пожариште у СРП „Окањ бара”